# Fluido perfecto
En física, un fluido perfecto o fluido ideal es un fluido que puede caracterizarse completamente por su densidad en el marco de reposo {\displaystyle \rho _{m}} y su presión «isotrópica» ⁠{\displaystyle p}⁠. Los fluidos reales son viscosos («pegajosos») y contienen (y conducen) calor. Los fluidos perfectos son modelos idealizados en los que se ignoran estas posibilidades. En concreto, los fluidos perfectos no tienen tensión cortante, viscosidad ni conducción de calor. 
Un plasma de quarks-gluones
y el grafeno son ejemplos de fluidos casi perfectos que podrían estudiarse en un laboratorio.

## Mecánica de fluidos no relativista
En mecánica clásica, los fluidos ideales se describen mediante las ecuaciones de Euler. Los fluidos ideales no producen resistencia según la Paradoja de D'Alembert. Si un fluido produjera resistencia, se necesitaría trabajo para mover un objeto a través del fluido y ese trabajo produciría calor o movimiento del fluido. Sin embargo, un fluido perfecto no puede disipar energía y no puede transmitir energía infinitamente lejos del objeto.: 34 
Una bandada de pájaros en el aire es un ejemplo de fluido perfecto; un gas de electrones también se modela como un fluido perfecto.

### Superfluidez
Los superfluidos son fluidos con viscosidad cero, sin embargo, en la práctica, los superfluidos no pueden describirse con precisión como fluidos perfectos. En el modelo de dos fluidos, los superfluidos se consideran macroscópicamente como dos fases coexistentes, una mezcla entre un fluido normal y un fluido perfecto.

## Cosmología y astrofísica

El tensor de tensión-energía de un fluido perfecto contiene solo los componentes diagonales.

Los fluidos perfectos son una solución fluida utilizada en relatividad general para modelar distribuciones idealizadas de materia, como el interior de una estrella o un universo isotrópico. En este último caso, la simetría del principio cosmológico y la ecuación de estado del fluido perfecto conducen a las ecuaciones de Friedmann para la expansión del universo.

### Formulación
En notación tensorial firma métrica espacial positiva, el tensor de tensión-energía de un fluido perfecto se puede escribir en la forma
{\displaystyle T^{\mu \nu }=\left(\rho _{m}+{\frac {p}{c^{2}}}\right)\,U^{\mu }U^{\nu }+p\,\eta ^{\mu \nu },}
donde «U» es el 4-velocidad campo vectorial del fluido y donde {\displaystyle \eta _{\mu \nu }=\operatorname {diag} (-1,1,1,1)} es el tensor métrico del espacio-tiempo de Minkowski.
El caso en el que p = 0 describe una solución de polvo. Cuando {\displaystyle p=\rho _{m}c^{2}/3}, describe un gas fotónico (radiación).
En notación tensorial de firma métrica positiva en el tiempo, el tensor de tensión-energía de un fluido perfecto se puede escribir en la forma
{\displaystyle T^{\mu \nu }=\left(\rho _{\text{m}}+{\frac {p}{c^{2}}}\right)\,U^{\mu }U^{\nu }-p\,\eta ^{\mu \nu },}
donde {\displaystyle U} es la velocidad cuatridimensional del fluido y donde {\displaystyle \eta _{\mu \nu }=\operatorname {diag} (1,-1,-1,-1)} es el tensor métrico del espacio-tiempo de Minkowski.
Esto adquiere una forma particularmente simple en el marco de reposo:
{\displaystyle \left[{\begin{matrix}\rho _{e}&0&0&0\\0&p&0&0\\0&0&p&0\\0&0&0&p\end{matrix}}\right]}
donde {\displaystyle \rho _{\text{e}}=\rho _{\text{m}}c^{2}} es la «densidad de energía» y {\displaystyle p} es la «presión» del fluido.

Los fluidos perfectos admiten una formulación lagrangiana, que permite aplicar a los fluidos las técnicas utilizadas en la teoría de campos, en particular la cuantización.
Las ecuaciones de Euler relativistas se leen
{\displaystyle \partial _{\nu }T^{\mu \nu }=0}
En el límite no relativista, estas ecuaciones se reducen a las ecuaciones habituales de Euler. 